# Let Me Blow Ya Mind
Let Me Blow Ya Mind è il secondo singolo della rapper Eve, estratto dal suo secondo album Scorpion. Pubblicato nel 2001, la canzone (che figura la partecipazione di Gwen Stefani) ha raggiunto la posizione numero due negli Stati Uniti e la numero quattro nel Regno Unito, e la vetta in Svizzera, Irlanda e Norvegia.
Il brano ha vinto un Grammy Award nel 2001 come "miglior collaborazione rap", categoria creata proprio quell'anno. Il video del brano invece nel 2001 ha vinto l'MTV Video Music Award come "miglior video femminile".
La canzone è apparsa anche nella sitcom Friends, in una scena in cui Monica tenta un impacciato striptease per Chandler.

## Video musicale
Il video prodotto per Let Me Blow Ya Mind è stato diretto da Philip G. Atwell. Nella storia del video Eve e Gwen Stefani vengono arrestate per aver causato problemi durante un elegante ricevimento, e vengono fatte uscire dal carcere grazie alla cauzione pagata da Dr. Dre. Nel video compaiono anche Jadakiss e Styles P.

## Tracce
European enhanced CD single
1. Let Me Blow Ya Mind (feat. Gwen Stefani)
2. Who's That Girl? (C.I.A.S. remix)
3. Ain't Got No Dough (feat. Missy Elliott)
4. Let Me Blow Ya Mind (feat. Gwen Stefani) (video)

Australasian CD single
1. Let Me Blow Ya Mind (feat. Gwen Stefani)
2. Who's That Girl (Akhenaton remix)
3. Gotta Man
4. Let Me Blow Ya Mind (feat. Gwen Stefani)

## Classifiche
| Classifica (2001)                   | Posizione più alta |
| ----------------------------------- | ------------------ |
| Paesi Bassi                         | 2                  |
| Belgio                              | 1                  |
| Italia                              | 17                 |
| Austria                             | 6                  |
| Billboard Eurochart Hot 100 Singles | 1                  |
| Canada                              | 29                 |
| Finlandia                           | 19                 |
| Francia                             | 15                 |
| Nuova Zelanda                       | 7                  |
| Svezia                              | 6                  |
| Danimarca                           | 3                  |
| Svizzera                            | 1                  |
| U.S. Billboard Hot 100              | 2                  |

## Altri utilizzi
Il brano è stato campionato da Central Cee per la realizzazione del singolo Doja (2022).